# 沉積構造
沉積構造（英語：Sedimentary structures）是指沉積岩的各組分在空間上的分布和排列方式所表現出的總體特徵，是沉積物沉積時或沉積之後，由於物理作用、化學作用及生物作用形成的。物理成因構造是在碎屑沉積物中最普遍的，可分層理構造和層面構造。化學成因構造指沉積時期和沉積期後由結晶、溶解、沉澱等化學作用在沉積面上或沉積物中所形成的沉積構造。生物成因構造指生物由於活動或生長在沉積物表面或內部遺留下來的各種痕跡。在沉積物固結成岩之前形成的構造叫原生沉積構造，固結成岩之後形成的構造為次生沉積構造。通過分析沉積構造，可以確定地層上下層序、分析古水流環境、恢復古沉積環境、推測沉積後的物理化學變化。